# Позумент

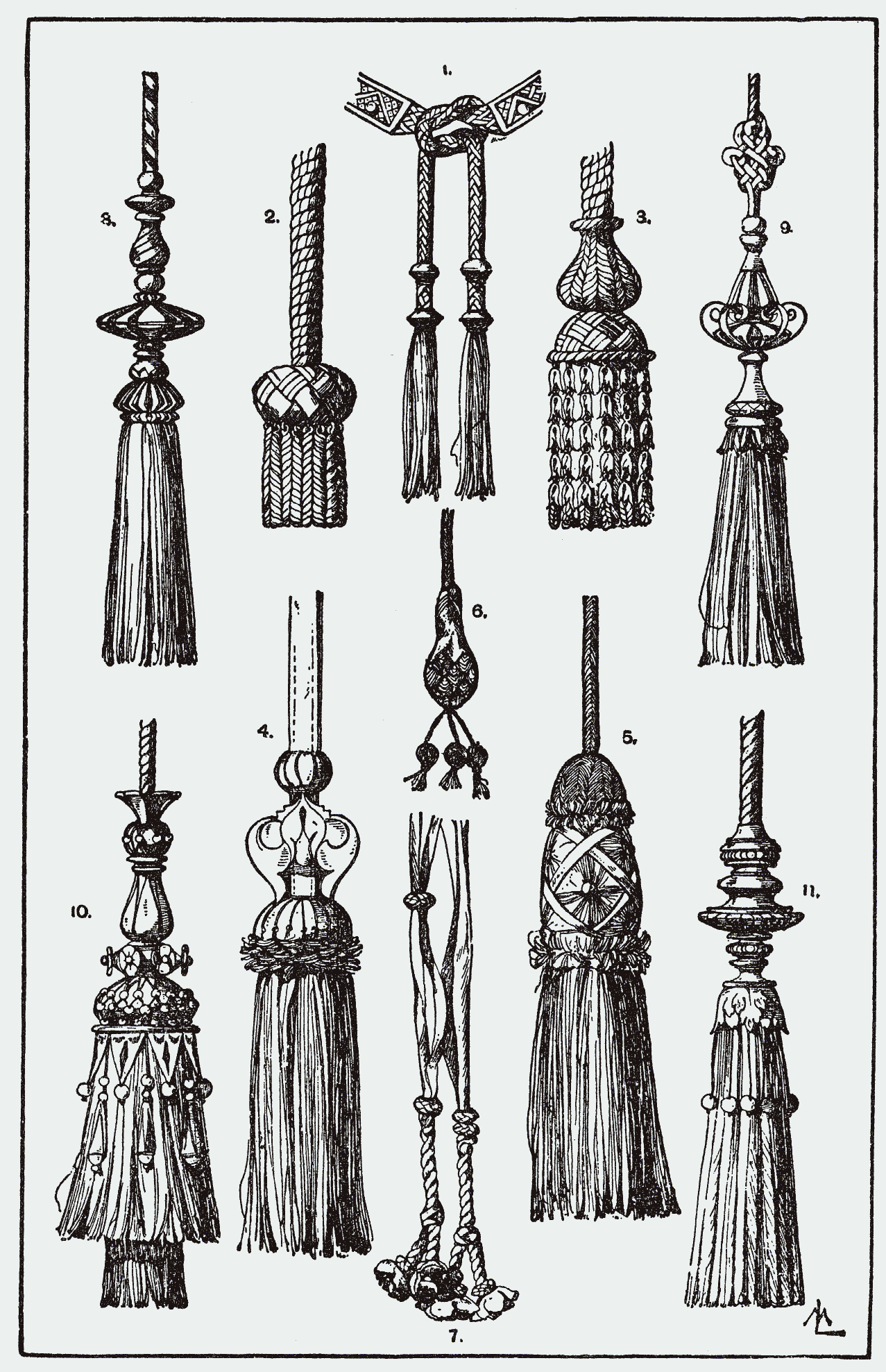
Нитяные кисти

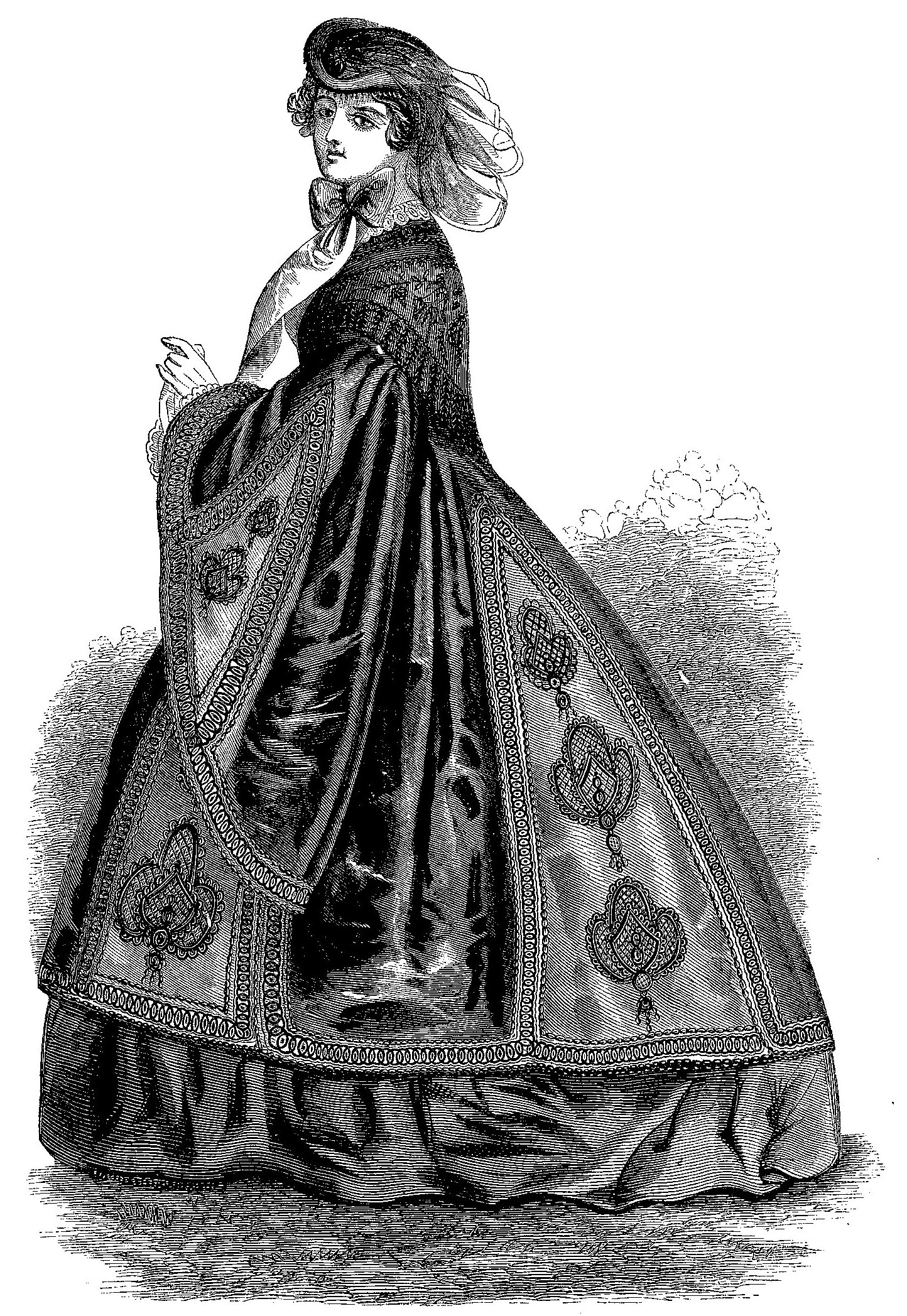
Платье, отделанное позументами; ежемесячный журнал «Harper’s Monthly Magazine», 1861

Позуме́нт — золотая, серебряная или мишурная (медная, оловянная) тесьма; золототканая лента, повязка, обшивка, оторочка. Различные изделия (шнуры, тесьма, бахрома) из кручёной пряжи, то же, что басон из пряжи из кручёной металлической нити.

## Позумент
Хотя слово по своему происхождению (фр. passement — оторочка) должно бы было означать всякого рода басонное изделие, но обыкновенно принято называть так преимущественно золотой или серебряный басон. Под басоном вообще разумеется плетёное изделие (шнур, тесьма (аграмант), бахрома, синель, кисти и прочее), идущее на украшение одежды, мебели, драпировок и прочего. Главным материалом для изготовления этих изделий служит пряжа крученая или, всего чаще, обмотанная более тонкой и красивой нитью. Так, золотой и серебряной (настоящими или мишурными) нитью обматывается шёлковая, льняная или бумажная пряжа, шёлковой — льняная и бумажная, шерстяной — бумажная.
Из такой обмотанной нити приготовляются:
- шнуры — посредством многократного скручивания в разные стороны или посредством плетения;
- тесьма и аграмант — посредством тканья на особых узких станках с жаккардовым прибором и с ручной прокидкой челноков;
- бахрома — на подобных же станочках, причём уточные нити протягиваются свободно на известное расстояние по одну сторону образуемой тесьмы в виде петель, которые затем, скручиваясь, образуют висящие концы бахромы. Иногда ткутся одновременно, одним и тем же утком, две тесьмы, разделенные некоторым промежутком, где уток лежит свободно. Как раз посредине этого промежутка уточные нити потом разрезываются и образуют висящие концы у полученных двух полос бахромы.
- Синелью (chenille) называется шнурок, скрученный из нескольких нитей, между которыми зажат ряд коротких кончиков нити, так что шнурок представляется мохнатым. Для приготовления синели ткут предварительно ленту, в которой основа состоит попеременно из нескольких шёлковых (органсин) и нескольких льняных нитей, а уток идет шёлковый. Затем лента эта разрезается вдоль посредине каждой льняной полоски, после чего льняные нити выдергиваются прочь, оставляя после себя с каждой стороны получившихся шелковых тесёмочек бахромку из обрезков утка. Наконец, тесемочки эти скручиваются для закрепления бахромки между продольными нитями.
- Кисти состоят из головки и бахромы. Головка состоит из деревянной кольцеобразной формочки (каркаса), обматываемой или оплетаемой на особом станке соответственного качества пряжей. Бахрома образуется как указано выше и прикрепляется к головке посредством подложенного снизу деревянного кружочка, придающего бахроме красивый выпуклый вид.

## Галун
Галун (от фр. galon) — разноцветная узкая ткань в виде ленты, тесьмы плотного плетения из хлопчатобумажной, шёлковой нити, нередко включающая вплетения нитей металлических (золото, серебро, алюминий и другие) или металлизированных (позолоченная, мишура), или состоящая только из них. Чаще всего применяется в изготовлении знаков различия, к примеру погон, нарукавных нашивок, шевронов. В том числе и у гражданских лиц.
По сути является разновидностью басона. Иногда, вместо галуна может использоваться басон.
Ранее также использовался и для украшений других элементов форменной одежды военнослужащих и эполетов, к примеру, казакинов и т. д.